# Eulepidotis inclyta
Eulepidotis inclyta là một loài bướm đêm trong họ Erebidae.